# シンコウキング
シンコウキング（欧字名:Shinko King、1991年4月24日 - 2012年5月17日）は、アイルランドで生産された日本の競走馬、種牡馬。
1997年の高松宮杯（GI）優勝馬。

## 戦績
3歳となった1994年7月に福島競馬場デビュー（6着）。デビュー前に暴れて肩を負傷したためデビューが遅れていた。外国産馬なので当時は出走不可であったが既に東京優駿（日本ダービー）は終わっていた。10月に福島競馬場の未勝利戦を勝ち上がり、その後は安定したレベルで勝ち負けを繰り返し翌1995年12月のクリスマスステークス（オープン特別）を勝利した。
1996年、長期休養の後スワンステークスで復帰し4着。その後中1週で富士ステークス（当時はオープン特別）を勝利し連闘（2週続けて出走すること）でマイルチャンピオンシップに出走した。かつての同馬主・同厩舎のシンコウラブリイに似たローテーションだったこともあり、穴人気（7番人気）になったが6着に敗れた。しかし、次走スプリンターズステークスでは3着と好走した。
1997年は3月のマイラーズカップから始動し5着、その後阪急杯7着、シルクロードステークス3着を経て、5月の高松宮杯で7歳にして念願の初重賞をGIで制覇した。秋はスワンステークスとマイルチャンピオンシップに出走したが大敗。香港に遠征し香港国際ボウルで3着に入り、これを最後に引退した。

## 競走成績
以下の内容は、netkeiba.com、JBISサーチ、香港賽馬會に基づく。
| 年月日 | 年月日 | 年月日 | 競馬場 | 競走名          | 格   | 頭数 | 枠番 | 馬番 | オッズ （人気） | オッズ （人気） | 着順 | 騎手     | 斤量   | 距離（馬場）  | タイム （上り3F） | タイム 差 | 勝ち馬/（2着馬）       |
| 1994   | 7.     | 9      | 福島   | 4歳未勝利       |      | 14   | 3    | 3    | 8.6             | （5人）         | 6着  | 坂本勝美 | 55kg   | 芝1000m（良） | 0:59.7 (35.2)     | 0.5       | リヴァーガール         |
|        | 8.     | 6      | 新潟   | 4歳未勝利       |      | 17   | 2    | 3    | 5.5             | （2人）         | 7着  | 坂本勝美 | 55kg   | 芝1600m（良） | 1:37.2 (37.0)     | 1.4       | セプテンバーソング     |
|        | 9.     | 18     | 中山   | 4歳未勝利       |      | 13   | 8    | 13   | 6.6             | （2人）         | 2着  | 岡部幸雄 | 55kg   | 芝1200m（不） | 1:10.5 (36.3)     | 0.3       | スリーエフ             |
|        | 10.    | 2      | 福島   | 4歳未勝利       |      | 8    | 8    | 8    | 1.3             | （1人）         | 1着  | 坂本勝美 | 55kg   | 芝1200m（良） | 1:09.7 (36.2)     | -0.7      | （ヒゾッコ）           |
|        | 10.    | 16     | 福島   | 土湯特別        | 500  | 14   | 8    | 14   | 5.7             | （3人）         | 1着  | 坂本勝美 | 55kg   | 芝1200m（良） | 1:10.1 (35.6)     | -0.1      | （メローホリデー）     |
|        | 11.    | 6      | 東京   | 鷹巣山特別      | 900  | 11   | 5    | 5    | 12.1            | （7人）         | 2着  | 橋本広喜 | 55kg   | 芝1400m（稍） | 1:23.3 (35.4)     | 0.1       | ファイヴナカヤマ       |
|        | 12.    | 10     | 中山   | 清澄特別        | 900  | 16   | 4    | 7    | 4.6             | （3人）         | 1着  | 岡部幸雄 | 55kg   | 芝1600m（良） | 1:33.8 (35.4)     | -0.1      | （セノエティアラ）     |
|        | 12.    | 17     | 中山   | 師走S           | 1500 | 16   | 2    | 3    | 4.3             | （2人）         | 3着  | 岡部幸雄 | 55kg   | 芝1600m（良） | 1:34.1 (35.4)     | 0.2       | エーピードラゴン       |
| 1995   | 2.     | 12     | 東京   | テレビ山梨杯    | 1500 | 14   | 5    | 7    | 2.4             | （1人）         | 6着  | 岡部幸雄 | 56kg   | 芝1400m（良） | 1:22.7 (35.6)     | 0.7       | ネオタイクーン         |
|        | 3.     | 25     | 中山   | ファイナルC     | 1500 | 12   | 3    | 3    | 3.8             | （2人）         | 2着  | 角田晃一 | 57kg   | 芝1600m（重） | 1:36.7 (37.2)     | 0.1       | ニシノマラキム         |
|        | 4.     | 22     | 東京   | 晩春S           | 1500 | 12   | 3    | 3    | 2.9             | （1人）         | 1着  | 岡部幸雄 | 56kg   | 芝1800m（良） | 1:48.2 (36.1)     | 0.1       | トウショウエクセル     |
|        | 5.     | 20     | 東京   | 府中S           | 1500 | 18   | 7    | 13   | 4.6             | （2人）         | 2着  | 岡部幸雄 | 56kg   | 芝1600m（良） | 1:34.2 (36.0)     | 0.4       | トロットサンダー       |
|        | 6.     | 11     | 東京   | フリーウェイS   | 1500 | 11   | 3    | 3    | 1.4             | （1人）         | 1着  | 岡部幸雄 | 56kg   | 芝1400m（良） | 1:22.9 (34.4)     | -0.1      | （ドージマムテキ）     |
|        | 7.     | 9      | 札幌   | 大雪ハンデ      | 1500 | 12   | 6    | 8    | 2.2             | （1人）         | 3着  | 岡部幸雄 | 57.5kg | 芝1800m（良） | 1:48.3 (36.5)     | 0.1       | キオイスマート         |
|        | 11.    | 19     | 東京   | ノベンバーS     | 1500 | 14   | 6    | 10   | 4.8             | （2人）         | 1着  | 蛯名正義 | 58kg   | 芝1600m（良） | 1:34.4 (35.5)     | -0.2      | （トライディード）     |
|        | 12.    | 23     | 中山   | クリスマスS     | OP   | 16   | 1    | 2    | 2.6             | （1人）         | 1着  | 蛯名正義 | 55kg   | 芝1600m（良） | 1:33.9 (36.4)     | -0.3      | （プライムステージ）   |
| 1996   | 10.    | 26     | 京都   | スワンS         | GII  | 16   | 7    | 14   | 10.3            | （5人）         | 4着  | 蛯名正義 | 57kg   | 芝1400m（良） | 1:19.5 (34.5)     | 0.2       | スギノハヤカゼ         |
|        | 11.    | 10     | 東京   | 富士S           | OP   | 12   | 3    | 3    | 1.4             | （1人）         | 1着  | 岡部幸雄 | 57kg   | 芝1800m（良） | 1:48.5 (36.5)     | 0.0       | （グロリーシャルマン） |
|        | 11.    | 17     | 京都   | マイルCS        | GI   | 18   | 6    | 12   | 11.8            | （7人）         | 6着  | 蛯名正義 | 57kg   | 芝1600m（良） | 1:34.1 (35.7)     | 0.3       | ジェニュイン           |
|        | 12.    | 15     | 中山   | スプリンターズS | GI   | 11   | 6    | 7    | 11.2            | （6人）         | 3着  | 岡部幸雄 | 57kg   | 芝1200m（良） | 1:09.6 (35.6)     | 0.8       | フラワーパーク         |
| 1997   | 3.     | 2      | 阪神   | マイラーズC     | GII  | 14   | 7    | 12   | 4.8             | （3人）         | 5着  | 蛯名正義 | 57kg   | 芝1600m（良） | 1:35.3 (35.7)     | 0.3       | オースミタイクーン     |
|        | 3.     | 29     | 阪神   | 阪急杯          | GIII | 16   | 8    | 16   | 3.8             | （1人）         | 7着  | 橋本広喜 | 57.5kg | 芝1200m（重） | 1:11.0 (36.3)     | 0.5       | シンコウフォレスト     |
|        | 4.     | 20     | 京都   | シルクロードS   | GIII | 16   | 3    | 6    | 13.8            | （4人）         | 3着  | 橋本広喜 | 57kg   | 芝1200m（良） | 1:07.6 (33.6)     | 0.7       | エイシンバーリン       |
|        | 5.     | 18     | 中京   | 高松宮杯        | GI   | 18   | 2    | 4    | 14.7            | （6人）         | 1着  | 岡部幸雄 | 57kg   | 芝1200m（良） | 1:08.0 (34.4)     | -0.2      | エイシンバーリン       |
|        | 10.    | 25     | 京都   | スワンS         | GII  | 16   | 2    | 4    | 13.6            | （5人）         | 9着  | 岡部幸雄 | 59kg   | 芝1400m（良） | 1:21.8 (35.2)     | 1.2       | タイキシャトル         |
|        | 11.    | 16     | 京都   | マイルCS        | GI   | 18   | 4    | 7    | 24.7            | （7人）         | 16着 | 岡部幸雄 | 57kg   | 芝1600m（良） | 1:36.7 (38.8)     | 3.4       | タイキシャトル         |
|        | 12.    | 14     | 沙田   | 香港国際ボウル  | G2   | 14   | 1    | 11   | 7.1             | （4人）         | 3着  | 武豊     | 126lbs | 芝1400m（GF） | 1:22.5            | 0.5       | Catalan Opening        |

- 香港国際ボウルのオッズおよび人気は、香港賽馬會によるもの。また、「Draw」が枠番、「Horse No.」が馬番に該当。
- 馬場状態：Fm=Firm, GF=Good to Firm, Gd=Good, GS=Good to Soft, Y=Yielding, Sft=Soft, Hy=Heavy
- 着差：dht=dead heat（同着）, nse=nose（ハナ）, shd=short head（短頭）, hd=head（アタマ）, nk=neck（クビ）, l=length（馬身）, dist=distance（大差）

## 引退後
引退後はレックススタッドで種牡馬入り。初年度からシャトル種牡馬としてニュージーランドでも種付けを行う。日本では種付け頭数が3世代で年平均40頭足らずにとどまったのに対し、ニュージーランドでは非常に人気が高く、2000年以降は日本に帰国せずに現地で種牡馬生活を送るほどであった。そして日本に戻ることのないまま、2003年に正式にニュージーランドへ輸出される。同年にはBramble Roseがニュージーランドオークスを勝ち、産駒のG1初制覇を果たしている。
シャトル種牡馬時代の輸送の際に蹄葉炎を発症しており、以後は長きにわたって闘病を続けながらの種牡馬生活だった。その慢性的な蹄葉炎が悪化したため、2012年5月17日に21歳で安楽死の処置がとられた。
スプリンターとして活躍した自身とは異なり、産駒は中距離からクラシックディスタンスまでこなす。母系の種牡馬にはアレッジドやシカンブルなど欧州のクラシックディスタンスに実績がある種牡馬の名を見ることが出来る。

### 主な産駒
- C'est la guerre（ニュージーランドダービー（新G1））
- Bramble Rose（ニュージーランドオークス（新G1））
- Eskimo Queen（クイーンズランドオークス（豪G1）、クールモアクラシック（豪G1））
- Barinka（ブリーダーズステークス（新G1））
- Close Up（タージノトロフィー[7]（新G1））
- Thumbs Up（香港クラシックマイル（香港G1））
- Madame Shinko（タラナキカップ（新G3））
- Fairy Tale（スチュワーズカップ（星国内G3））
- Roger That（オークランドカップ（新G1））
- ロードダルメシアン（福島民報杯）
- アパルダー（オパールカップ・盛岡）

### 母の父としての主な産駒
- Shez Sinsational（ザビールクラシック（新G1）、インターナショナルステークス（新G1）、オークランドカップ（新G1）、スプリングクラシック（新G1））

## 血統表
| シンコウキングの血統         | シンコウキングの血統            | シンコウキングの血統       | （血統表の出典）           | （血統表の出典） |
| 父系                         | ノーザンダンサー系              | ノーザンダンサー系         | ノーザンダンサー系         | [ § 2 ]          |
| 父 Fairy King 1982 鹿毛      | 父の父Northern Dancer 1961 鹿毛 | Nearctic                   | Nearco                     | Nearco           |
| 父 Fairy King 1982 鹿毛      | 父の父Northern Dancer 1961 鹿毛 | Nearctic                   | Lady Angela                |                  |
| 父 Fairy King 1982 鹿毛      | 父の父Northern Dancer 1961 鹿毛 | Natalma                    | Native Dancer              | Native Dancer    |
| 父 Fairy King 1982 鹿毛      | 父の父Northern Dancer 1961 鹿毛 | Natalma                    | Almahmoud                  |                  |
| 父 Fairy King 1982 鹿毛      | 父の母Fairy Bridge 1975 鹿毛    | Bold Reason                | Hail to Reason             | Hail to Reason   |
| 父 Fairy King 1982 鹿毛      | 父の母Fairy Bridge 1975 鹿毛    | Bold Reason                | Lalun                      |                  |
| 父 Fairy King 1982 鹿毛      | 父の母Fairy Bridge 1975 鹿毛    | Special                    | Forli                      | Forli            |
| 父 Fairy King 1982 鹿毛      | 父の母Fairy Bridge 1975 鹿毛    | Special                    | Thong                      |                  |
| 母 Rose of Jericho 1984 鹿毛 | 母の父Alleged 1974 鹿毛         | Hoist the Flag             | Tom Rolfe                  | Tom Rolfe        |
| 母 Rose of Jericho 1984 鹿毛 | 母の父Alleged 1974 鹿毛         | Hoist the Flag             | Wavy Navy                  |                  |
| 母 Rose of Jericho 1984 鹿毛 | 母の父Alleged 1974 鹿毛         | Princess Pout              | Prince John                | Prince John      |
| 母 Rose of Jericho 1984 鹿毛 | 母の父Alleged 1974 鹿毛         | Princess Pout              | Determinded Lady           |                  |
| 母 Rose of Jericho 1984 鹿毛 | 母の母Rose Red 1979 栗毛        | Northern Dancer            | Nearctic                   | Nearctic         |
| 母 Rose of Jericho 1984 鹿毛 | 母の母Rose Red 1979 栗毛        | Northern Dancer            | Natalma                    |                  |
| 母 Rose of Jericho 1984 鹿毛 | 母の母Rose Red 1979 栗毛        | Cambrienne                 | Sicambre                   | Sicambre         |
| 母 Rose of Jericho 1984 鹿毛 | 母の母Rose Red 1979 栗毛        | Cambrienne                 | Torbella F-No.1-t          |                  |
| 母系(F-No.)                  | 1号族(FN:1-t)                   | 1号族(FN:1-t)              | 1号族(FN:1-t)              | [ § 3 ]          |
| 5代内の近親交配              | Northern Dancer 2×3=37.50%      | Northern Dancer 2×3=37.50% | Northern Dancer 2×3=37.50% | [ § 4 ]          |
| 出典                         | 1. 2. 3. 4.                     | 1. 2. 3. 4.                | 1. 2. 3. 4.                | 1. 2. 3. 4.      |

- 半兄に英ダービーを勝利したドクターデヴィアス、甥に同馬と同じく高松宮記念（高松宮杯から改称）を制したスズカフェニックス、姪に英オークスなどを制したダンシングレインがいる[9]。

## その他

### 極端なインブリード
シンコウキングは、ノーザンダンサーの37.5%（2×3）と言う極端なインブリードを持っていた。サラブレッドにおいてこの様な配合は現代では稀で（他の家畜では珍しくは無い）、日本では英ダービー優勝馬ストレイトディールの37.5%を持つスルガスンプジョウ位である。
インブリードの影響により気性は荒く、名手・岡部幸雄以外に乗りこなせる騎手が居なかった程であった（このことから、1997年のスワンステークス・マイルチャンピオンシップでは、岡部はもう一頭のお手馬・タイキシャトルを横山典弘に託し、岡部はシンコウキングに騎乗している）。藤沢和雄は「簡単に言えば、能力は相当高いのに、気性が荒く体質も弱い。そんな馬だったね。走ったのは嬉しかったけど、その分、日頃の世話やケアも大変だったよ」と後に振り返っている。
繁殖馬としてはシンコウキングの全妹ローズオブスズカが先述のスズカフェニックスを輩出、レディアンジェラの2×3を持つノーザンテーストが日本リーディングサイアーになるなど成功例が見られる。

### スパイク鉄疑惑
シンコウキングが高松宮杯を勝利した後、週刊文春で同馬が規定違反の蹄鉄である「スパイク鉄」を使用しているという写真付記事が掲載された。万一にもそれが真実であれば競走の公正を揺るがす重大なスキャンダルとなるだけに、記事が出るという第一報の段階では競馬業界の内外で話題となった。
その写真では、一見すると蹄鉄に10cm程の何かが付けられているようにも見えたが、程なくそれはスパイクではなく馬の疾走によって跳ね上がった芝の塊であったことが判明し、スパイク鉄疑惑は明確に否定された。もっとも、そもそもスパイク鉄のスパイクがそんなに長ければ芝の馬場でまともに走る事は困難である。センセーショナリズムに根ざした写真週刊誌業界の常ではあるが、結局のところ、この記事自体は写真を見てライターが半端な競馬知識に基づく憶測やあるいは思い付きでセンセーショナルな記事を書いた、というのが真相の様である。